# 双桂镇 (忠县)
双桂镇，是中华人民共和国重庆市忠县下辖的一个乡镇级行政单位。

## 行政区划
双桂镇下辖以下地区：
桂溪社区、莲花村、赶场村、石桥村、同德村、九龙村、石宝村、仁和村、大塘村、龙桥村、双桂村和过桥村。